# Pachaimalais
Pachaimalais (Muntanyes Verdes) és una serralada muntanyosa a Tamil Nadu al districte de Trichinopoly, i al de Salem ocupant uns 450 km² amb una altura mitjana de 800 metres; la seva llargada és d'uns 30 km. Són habitats amb tres pobles principals: Vannadu, Tambaranadu i Kombai i 68 llogarets agregats amb uns milers d'habitants (6.529 el 1901); aquest agent s'anomena a si mateixos kanchi vellales i diuen haver emigrat des de Conjeeveram quan hi va haver una gran fam.